# Gemeinde Hoče-Slivnica

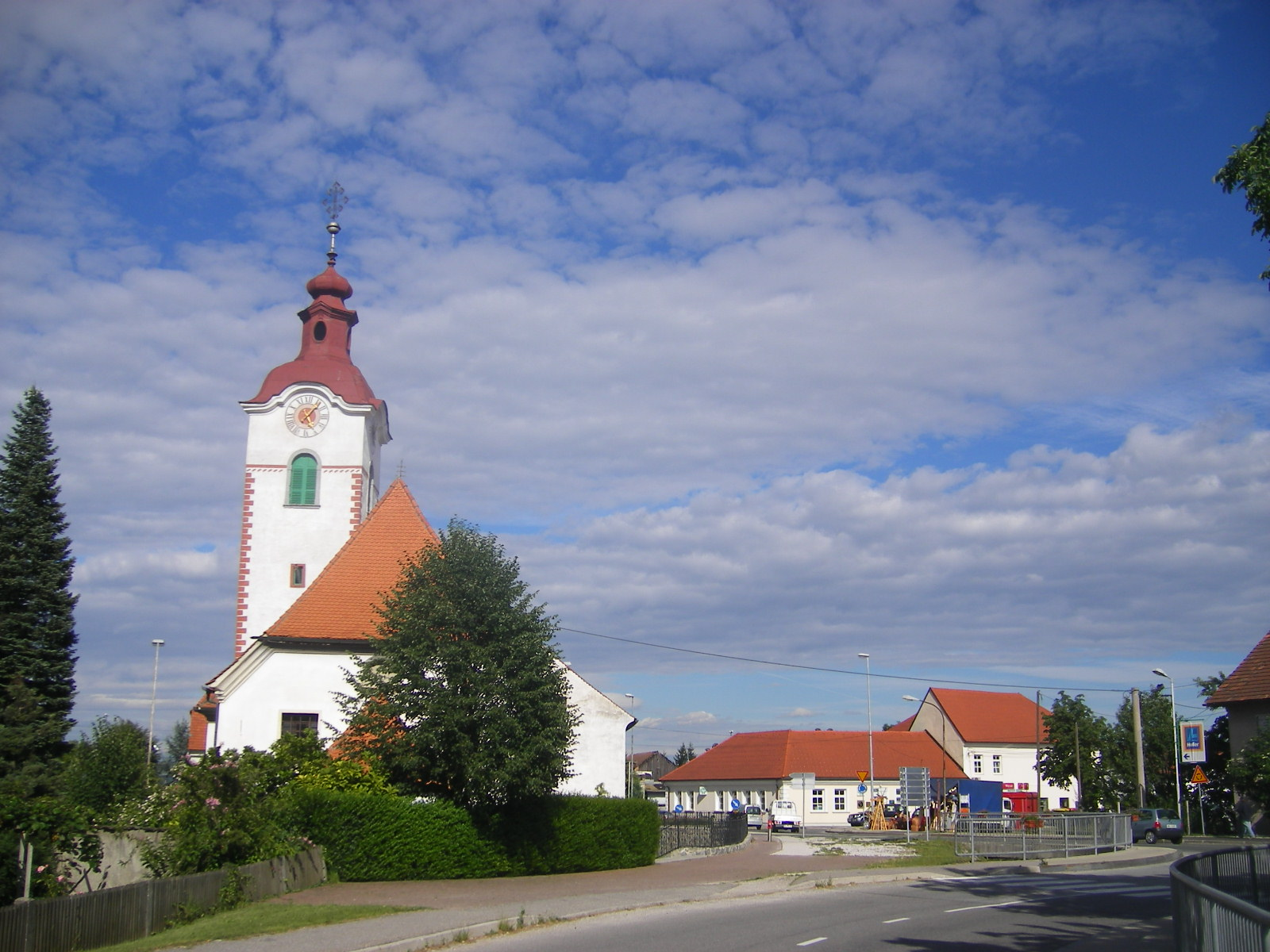
Die Kirche der Gemeinde im Ortszentrum von Spodnje Hoče. Sie ist dem heiligen Georg (slow.: sveti Jurij) geweiht.

Die Gemeinde Hoče-Slivnica (deutsch: Kötsch-Schleinitz) ist eine Gemeinde in der historischen Landschaft Untersteiermark (Region Podravska) in Slowenien.
Verwaltungssitz ist die Ortschaft Spodnje Hoče.

## Lage
Die aus 13 Ortschaften bestehenden Gemeinde befindet sich etwa 6,5 km südlich des Stadtzentrums von Maribor. Ihre östliche Hälfte liegt in der ebenen Landschaft des "Dravsko polje" (Draufeld) am rechten Ufer der Drau. Hier entstanden in den vergangenen fünfzig Jahren viele Trabantensiedlungen von Maribor.
Die westliche Hälfte umfasst die nordöstlichen Teile des Pohorje (Bachergebirge) mit seinem Ski- und Wandergebiet  Mariborsko Pohorje.
Ein großer Teil des Flughafens Maribor liegt auf dem Gebiet der Gemeinde.

## Ortschaften
Die Gemeinde umfasst 13 Ortschaften. Die deutschen Exonyme in den Klammern stammen aus der Mitte des 19. Jahrhunderts und werden heutzutage nicht mehr verwendet:
- Bohova (Wochau)
- Čreta (Eschretten)
- Hočko Pohorje (Bachern)
- Hotinja vas (Ottendorf)
- Orehova vas (Nußdorf)
- Pivola (Rothweil)
- Polana (Pollane, auch Pollenberg), 245
- Radizel (Radisell)
- Rogoza (Rogeis)
- Slivnica pri Mariboru (Schleinitz)
- Slivniško Pohorje (Bachern)
- Spodnje Hoče (Unterkötsch)
- Zgornje Hoče (Oberkötsch)

## Nachbargemeinden
| Ruše               | Maribor                                     |                           |
|                    | Kompassrose, die auf Nachbargemeinden zeigt | Miklavž na Dravskem Polju |
| Slovenska Bistrica | Rače-Fram                                   | Starše                    |

## Sehenswürdigkeiten
- Stadtgemeinde Maribor: Altstadt und weitere Sehenswürdigkeiten
- Ski- und Wandergebiet Mariborsko Pohorje
- Ausflugsziele in der Umgebung auf komoot.de

## Geschichte

### Zweiter Weltkrieg
Auf dem Gemeindegebiet wurden bisher sieben Massengräber aus der Zeit unmittelbar nach dem Zweiten Weltkrieg gefunden und zwar in den Bereichen der Siedlungen Bohova, Slivniško Pohorje und Hočko Pohorje.